# Таксис (лінгвістика)
Таксис (від давньогрецького слова τάξις (táxis), що означає «порядок», «розташування» або «організація») — це термін, який використовується в літературознавстві для позначення організації та структурування елементів літературного твору. Він охоплює порядок, у якому різні частини тексту взаємодіють і комбінуються, зокрема, це стосується як композиційної побудови твору, так і синтаксичних, стилістичних і структурних аспектів.
У широкому сенсі таксис можна визначити як спосіб організації тексту, що включає взаємодію між частинами, такими як абзаци, речення, образи, сюжети чи символи, в межах твору. Він визначає, як елементи твору пов'язані між собою і як їхнє розташування впливає на сприйняття і розуміння тексту.

### Основні аспекти таксису:
1. Композиційна організація — визначає, як частини твору (наприклад, глави, сцени, рядки) розташовані у певному порядку, що дозволяє створити цілісність і логічну послідовність.
2. Синтаксична структура — стосується порядку слів, побудови речень та їхньої взаємодії в межах абзаців чи інших структурних одиниць. Це допомагає авторам контролювати, як ідеї та образи будуть сприйматися читачем.
3. Логічні та стильові зв'язки — таксис також охоплює взаємодію між різними частинами твору на рівні стилістики, теми чи образів, що можуть бути взаємопов'язані або контрастувати один з одним.
4. Мікро — і макроструктури — таксис також аналізує взаємодію елементів на різних рівнях: від конкретних рядків та образів до загальної архітектури твору, його теми та структури.

Застосування поняття таксису допомагає літературознавцям аналізувати, як автори використовують різні елементи для досягнення емоційного або інтелектуального ефекту, створюючи зв'язки між частинами твору, які можуть бути як явними, так і прихованими.